# WLAN
Bezdrátová lokální síť (WLAN) je bezdrátová počítačová síť, která spojuje dvě nebo více zařízení pomocí bezdrátové distribuční metody (často rozprostřené spektrum nebo OFDM rádio) v omezeném prostoru, jako je doma, ve škole, počítačové laboratoři nebo kancelářské budově. To dává uživatelům možnost stálého připojení k síti při pohybu v oblasti pokryté signálem, a zpravidla umožňuje připojení k Internetu. Většina moderních sítí WLAN je založena na standardech IEEE 802.11, uváděných na trh pod značkou Wi-Fi. Díky snadné instalaci a použití se bezdrátové LAN staly oblíbené v domácnostech i u komerčních komplexů, které nabízejí bezdrátový přístup svým zákazníkům často zdarma. Například město New York zahájilo pilotní program, který umožní pracovníkům města ve všech pěti městských částech bezdrátové připojení k internetu.

## Historie

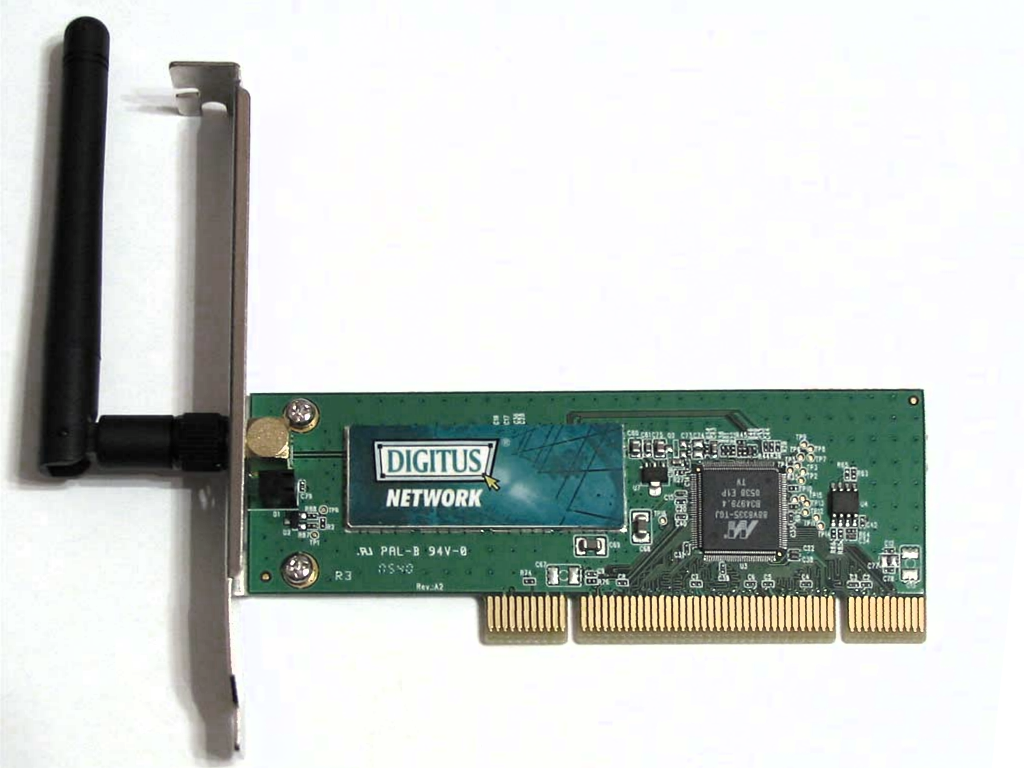
54 Mbit/s WLAN PCI Card (802.11g)

První bezdrátovou počítačovou komunikační síť na světě zprovoznil v roce 1970 profesor Havajské univerzity Norman Abramson. Síť nazývaná ALOHAnet obcházela používání telefonních linek levnějším spojením pomocí radioamatérských stanic. Do sítě bylo připojeno sedm počítačů na čtyřech ostrovech, které komunikovaly s centrálním počítačem na ostrově Oahu. WLAN (Wireless Local Area Network) stálo zpočátku tolik, že bylo používáno jen jako alternativa LAN kabelu v místech, kde kabeláž byla obtížná nebo nemožná.

První bezdrátové sítě používaly oborově specifická řešení a proprietární protokoly, ale koncem roku 1990 byly tyto protokoly nahrazeny normami, především různými verzemi IEEE 802.11 (v produktech používajících značku Wi-Fi). Začátek v roce 1991, pod evropskou alternativou známý jako HiperLAN/1 byl podporovaný Evropským ústavem pro telekomunikační normy (ETSI) s první verzí schválenou v roce 1996. Toto bylo následováno HiperLAN/2, funkční specifikace s vlivy ATM vydanou v únoru 2000. Ani Evropská norma nedosáhla komerčního úspěchu 802.11, ačkoliv velká část práce na HiperLAN/2 se dochovala ve specifikaci PHY pro IEEE 802.11a, což je téměř totožné s PHY z HiperLAN/2.

V roce 2009 byl standard IEEE 802.11 rozšířen o IEEE 802.11n, který umožňuje komunikaci s přenosovou rychlostí až 600 Mbit/s ve dvou pásmech – 2,4 GHz a 5 GHz. Většina novějších routerů je schopno využívat obě bezdrátová pásma (dualband). To zabraňuje přeplnění pásma 2,4 GHz, který je také sdílen zařízeními Bluetooth a mikrovlnnými troubami. 5 GHz je širší než 2,4 GHz, s více kanály, což umožňuje větší počet zařízení, která sdílí prostor. Jen v některých regionech jsou k dispozici všechny kanály.

## Architektura

### Stanice
Všechny komponenty, které se mohou připojit do bezdrátového média v síti, jsou označovány jako stanice (STA). Všechny stanice jsou vybaveny bezdrátovou síťovou kartou (wi-fi karta). Bezdrátová stanice spadá do jedné ze dvou kategorií: bezdrátové přístupové body a klienti. Přístupové body (AP), obvykle bezdrátové routery, jsou základní stanice pro bezdrátovou síť. Ty vysílají a přijímají rádiové frekvence pro komunikaci s povolenými bezdrátovými zařízeními. Bezdrátoví klienti mohou být mobilní zařízení, jako jsou notebooky, osobní digitální asistenti, IP telefony a další smartphony nebo pevná zařízení, jako jsou stolní počítače a pracovní stanice, které jsou vybaveny bezdrátovým síťovým rozhraním.

### Základní sada služeb
Základní sada služeb (BSS) je množina všech stanic, které mohou komunikovat mezi sebou na PHY vrstvě. Každý BSS má identifikační kód (ID), nazvaný BSSID, který je MAC adresa přístupového bodu obsluhující BSS.
K dispozici jsou dva typy BSS: Nezávislé BSS (označovaný také jako IBSS) a infrastrukturní síť. Nezávislé BSS (IBSS) je síť ad hoc, která neobsahuje žádné přístupové body, což znamená, že se nemůže připojit k jiné základní sadě služeb.

### Rozšířená sada služba
Rozšířená sada služba (ESS) je sada propojených základních služeb. Přístupové body v ESS jsou spojeny distribučním systémem. Každý ESS má ID nazvané SSID, což je řetězec ASCII znaků dlouhý maximálně 32 znaků.

### Distribuční systém
Distribuční systém (DS) připojuje přístupové body v rozšířené sadě služeb. Pojem DS může být použit pro zvýšení pokrytí sítě přes roaming mezi buňkami.
DS mohou být kabelové nebo bezdrátové. Současné distribuční systémy jsou většinou založeny na WDS nebo MESH protokolech.

## Typy bezdrátových sítí LAN
IEEE 802.11 má dva základní provozní režimy: infrastrukturní a ad hoc režim. V režimu ad hoc, se mobilní jednotky připojují přímo peer-to-peer. V infrastrukturním režimu komunikují mobilní jednotky i přes přístupový bod, který slouží jako most do dalších sítí (jako je internet nebo LAN).
Jelikož bezdrátová komunikace využívá více otevřené médium pro komunikaci ve srovnání s kabelovou sítí LAN, designéři 802.11 také zahrnuli šifrovací mechanismus: Wired Equivalent Privacy (WEP) a Wi-Fi Protected Access (WPA, WPA2), k zabezpečení bezdrátových počítačových sítí. Mnoho přístupových bodů bude také nabízet Wi-Fi Protected Setup, rychlý způsob připojení nového zařízení do šifrované sítě.

### Režim infrastruktury
Většina sítí Wi-Fi pracuje v režimu infrastruktury.
V režimu infrastruktury, základní stanice funguje jako bezdrátový přístupový bod rozbočovače a uzly komunikují přes rozbočovač. Rozbočovač má obvykle kabelové připojení k síti(ne vždy) a může mít trvalé připojení k bezdrátové síti jiných uzlů.
Bezdrátové přístupové body jsou obvykle pevné a poskytují servis jejich klientským uzlům v dosahu.
Někdy může mít síť více přístupových bodů, se stejným 'SSID' a bezpečnostním uspořádáním. Kdykoliv je klient připojen k přístupovému bodu, je zároveň připojen i do sítě. V takovém případě se bude klientský software snažit vybrat přístupový bod, aby se pokusil poskytnout nejlepší služby, jako je přístupový bod s nejsilnějším signálem.

### Peer-to-peer

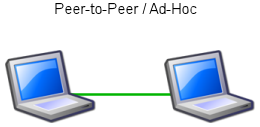
Peer-to-Peer or ad hoc wireless LAN

Síť ad hoc (není to samé jako Wi-Fi Direct) je síť, kde stanice komunikují pouze peer to peer (P2P). Neexistuje žádná základna a nikdo nedává svolení ke komunikaci. Toho se dosahuje pomocí Independent Basic Service Set (IBSS).
Wi-Fi Direct je jiný typ sítě, kde komunikují stanice peer to peer.
Ve skupině Wi-Fi P2P, vlastník skupiny působí jako přístupový bod a všechna ostatní zařízení jsou klienty. Existují dva hlavní způsoby, jak zřídit majitele ve Wi-Fi Direct skupině. V jednom přístupu uživatel nastaví majitele skupiny P2P ručně. Tato metoda je také známá jako autonomní vlastník skupiny (autonomní GO). Ve druhé metodě, také nazývané tvorba skupin založená na vyjednávání, spolu dvě zařízení soupeří na základě hodnoty záměru. Ze zařízení s vyšší hodnotou záměru se stává majitel skupiny a druhé zařízení se stává klientem.
Hodnota záměru vlastníka může záviset na tom, zda bezdrátové zařízení provádí křížové spojení mezi WLAN infrastrukturami a P2P skupinou, zda bezdrátové zařízení je již majitel jiné skupiny, na zbývající síle v bezdrátovém zařízení a/nebo přijaté síle signálu prvního bezdrátového zařízení.
Síť peer-to-peer umožňuje bezdrátovým zařízením komunikovat přímo mezi sebou. Bezdrátová zařízení v dosahu se mohou vzájemně objevovat a komunikovat přímo, bez zapojení centrálních přístupových bodů. Tato metoda obvykle používá dva počítače tak, že se mohou připojit k sobě navzájem k vytvoření sítě. To může nastat u zařízení v rámci uzavřeného dosahu.
IEEE 802.11 definuje fyzické vrstvy (PHY) a MAC (Media Access Control), vrstvy založené na CSMA/CA (csma s prevencí střetů). Specifikace 802.11 obsahují ustanovení, jejichž cílem je minimalizovat kolize, protože dvě mobilní jednotky mohou být v dosahu společného přístupového bodu, ale mimo dosah sebe navzájem.

### Most
Most může být použit k propojení sítí, typicky různých typů. Bezdrátový most umožňuje připojení zařízení v kabelové síti Ethernet k bezdrátové síti. Most se chová jako bod připojení do bezdrátové sítě LAN.

### Bezdrátový distribuční systém
Bezdrátové distribuční systémy(WDS) umožňují bezdrátové propojení přístupových bodů v síti IEEE 802.11. To umožňuje bezdrátové síti rozšíření několika přístupovými body bez nutnosti použití kabelové páteřní linky k jejich propojení, jak je tradičně požadováno. Významnou výhodou WDS je to, že zachovává MAC adresy paketů klienta prostřednictvím propojení mezi přístupovými body.
Přístupový bod může být buď hlavní, přenosová nebo vzdálená základní stanice. Hlavní základní stanice je obvykle připojena ke kabelové síti Ethernet. Přenosová základní stanice přenáší data mezi vzdálenými základními stanicemi, bezdrátovým klientům nebo jiným přenosovým stanicím. Vzdálená základní stanice přijímá připojení od bezdrátových klientů a předává jim přenosovou nebo hlavní stanici. Spojení mezi klienty jsou spíše prováděna pomocí MAC adresy, než přiřazením specifické IP.
Všechny základní stanice v bezdrátovém distribučním systému musí být nakonfigurovány tak, aby používaly stejný rádiový kanál a sdílely WEP nebo WPA, pokud jsou používány. WDS také vyžaduje nakonfigurování základní stanice tak, aby předala ostatním informace v systému, jak je uvedeno výše.
WDS může být také označován jako opakovač, protože se zdá, že přemosťuje a přijímá bezdrátové klienty současně (na rozdíl od tradičního přemostění). Je třeba poznamenat, že kapacita v této metodě se snižuje na polovinu pro všechny klienty připojené bezdrátově.

## Použití
Bezdrátové sítě LAN mají velké množství použití. Moderní implementace sítí WLAN sahají od malé domácí sítě až po velké, zcela mobilní sítě na letadlech a vlacích. Uživatelé mohou přistupovat k internetu z WLAN hotspotů v restauracích, hotelech a nyní i s přenosnými zařízeními, která se připojují k sítím 3G nebo 4G. Často tyto typy veřejných přístupových bodů nevyžadují žádnou registraci nebo heslo pro připojení k síti. Jiné mohou být přístupné, pokud již došlo k registraci a/nebo je již hrazen poplatek.